# ناسائو ویلیام سنیور
ناسائو ویلیام سنیور (Nassau William Senior)‏ (۲۶ سپتامبر ۱۷۹۰ – ۴ ژوئن ۱۸۶۴)، یک حقوقدان انگلیسی بود که به عنوان یک اقتصاددان شناخته می‌شود. او همچنین طی چندین دهه مشاور دولت در امور سیاست اقتصادی و اجتماعی بود که در این مورد به‌صورت گسترده مطالبی نوشته است.

## اوان زندگی
او در کامپتون، برکشایر متولد شده و پسر ارشد کشیش جی آر سنیور، معاون دورنفورد، ویلتشایر بود. او در کالج ایتون و کالج ماگدالین، آکسفورد تحصیل کرده؛ در دانشگاه دانشجوی خصوصی ریچارد واتلی و بعد از آن آرکبیشوپ دوبلین بود که با او یک دوستی مادام‌العمر داشته و همیشه با او به تماس بود. او لیسانس خود را در سال ۱۸۱۱ میلادی به‌دست آورده و در سال ۱۸۱۳ میلادی دانشمند وینری شد.

## حرفه
سنیور با شاگردی زیر نظر ادوارد بورتنشاو سوگدن، وارد رشته قباله‌نویسی شد. زمانی که سوگدن در سال ۱۸۱۶ میلادی به‌صورت غیرمترقبه به شاگردانش اطلاع داد که او به کار مقام وزارت دارایی می‌پردازد، سنیور اقدام کرد تا یک قباله‌نویس تصدیق شده باشد و در سال ۱۸۱۷ مؤفق به انجام این کار شد. او با یکی دیگر از شاگردان، آرون هوریل، کارهای سوگدن را به‌عهده گرفت. سنیور در سال ۱۸۱۹ میلادی به دادگاه خواسته شد تا وکیل باشد اما مشکلاتی که در صحبت کردن میان مردم داشت، نگذاشت حرفه وکالت را به پیش ببرد. در سال ۱۸۳۶ میلادی، در جریان صدارت عظمی لارد کوتنهام، او به عنوان استاد صدارت استخدام شد.
با بنیان‌گذاری پروفسوری اقتصاد سیاسی دروموند در آکسفورد در سال ۱۸۲۵ میلادی، او مسؤل انتخاب شد که تا سال ۱۸۳۰ میلادی ادامه داشت و دوباره از ۱۸۴۷ تا ۱۸۵۲ در این سمت بود. در سال ۱۸۳۰، لارد ملبورن از او خواست تا در مورد ترکیب اعتصابات تحقیق کند، در مورد وضعیت قانون گزارش داده و پیشنهادهایی جهت بهبود را ارائه کند.
سنیور در سال ۱۸۳۲ میلادی عضو کمیسیون تحقیق قانون فقرا و کمیسیون شاهی سال ۱۸۳۷ در مورد دست‌بافان بود. گزارش کمیسیون دومی که در سال ۱۸۴۱ منتشر شد، توسط او تنظیم شده بود و حاوی مضمون گزارشی بود که او چند سال قبل در مورد ترکیب اعتصابات ترتیب داده بود.

## اواخر عمر
سینسور بعد از این‌که اولین بار قبل از نشر اثر دموکراسی در آمریکا در سال ۱۸۳۳ با الکسس توکویل ملاقات کرد، دوست خوب او شد (۱۸۰۵ – ۱۸۵۹ میلادی).
سنیور در بهار ۱۸۴۹ میلادی مشاور حقوقی جینی لیند بود، کسی که در آن زمان در لندن اجرای وظیفه می‌کرد. جینی تصمیم داشت تا با یک سرباز به‌نام هاریس ازدواج کند و سنیور موظف بود تا توافق‌نامه ازدواج آن‌ها را ترتیب کند. هاریت گروت در نوشته‌هایش او را کلودیوس هاریس، دگرجنرال سواره نظام می‌خواند؛ گروت برادر همسر جوسف گروت برادر جورج بود. سنیور لیند و هاریت گروت را تا پاریس همراهی کرد (در جریان جنگ‌های داخلی و همه‌گیری وبا). این ازدواج اتفاق نیافتاد.
سنیور «به‌صورت غیر مستقیم مسؤل قراردادی بود که جنی لیند به امضای آن در سال ۱۸۵۰ با مبلغ آمریکایی پی تی بورنوم تمکین کرده بود».
سنیور یکی از عالی رتبگانی بود که در سال ۱۸۶۴ میلادی برای تحقیق در مورد تحصیلات مردم در انگلستان منصوب شده بود. او در همان سال در کنسینگتون از دنیا رفت.

## نوشته‌ها
سنیور در نشریه ربع‌وار، نشریه ادینبرگ، نشریه لندن و نشریه انگلستان شمالی همکاری داشته‌است. او در صفحات خود در مورد موضوعات ادبی و همچنین اقتصادی و سیاسی پرداخته‌است. نشریه لندن از سال ۱۸۲۸ میلادی به‌صورت ربع‌وار پروژه سنیور بود. این نشریه از سوی ریچارد واتلی و دیگر اعضای Oriel Noetics حمایت می‌شد و با کمک توماس مایو او یک ویراستار در جوزف بلانکو وایت پیدا کرد. همکاری‌های اولیه جان هنری نیومن، ادوین چادویک و خود سنیور (بر اساس ناول‌های ویورلی و نظریات ویلیام جیکوب) کافی نبود تا آن را سرپا نگهدارد و نشریه در اواسط ۱۸۲۹ میلادی متوقف شد.

## اقتصاد سیاسی
سنیور اقتصاد سیاسی را یک علم قیاسی می‌دانست که از چهار گزاره ابتدائی استنباط می‌کند که فرضیه نبوده بلکه واقعیت هستند. این علم، اما، با ثروت سروکار دارد و بنابراین هیچ توصیه سیاسی ارائه نمی‌کند. او به ناهماهنگی اصطلاحات در اثرهای دیوید ریکاردو اشاره کرد: به‌طور مثال، استفاده از ارزش به مفهوم قیمت تولید، دست‌مزدهای زیاد و کم به مفهوم نسبت معینی از مقدار کم محصول و استفاده از القاب ثابت و دورانی حین کاربرد در سرمایه. او همچنین استدلال کرد که در برخی از موارد فرضیه‌های مدنظر گرفته شده توسط ریکاردو اشتباه است. او ادعاهای را اشاره کرد که کرایه مربوط می‌شود به تفاوت حاصل‌دهی قسمت‌های مختلف زمین در هنگام کشت؛ کارگران همیشه به‌صورت دقیق ضروریات یا چیزی‌که عرف آن را به عنوان ضروریات زندگی قلم‌داد می‌کند را دریافت می‌کنند؛ با بیشتر شدن ثروت و نفوس، نیروی کار در زراعت کم شده و حاصل‌دهی نیز متناسب به آن کاهش می‌آبد و بنابر این سهم محصولی را که مالک زمین و کارگر به‌دست می‌آورد، باید پیوسته افزایش یابد. از سوی دیگر سهمی که سرمایه‌دار آن را به‌دست می‌آورد باید پیوسته کاهش یابد. او صحت تمام پیشنهادها را رد کرد.
سنیور در پهلوی پذیرفتن برخی از اصطلاحات ژان باپتیست سی، مانند عوامل طبیعی، اصطلاح «خودداری» را برای بیان رفتار سرمایه‌داری معرفی کرد که با سود پاداش می‌گیرد. او برخی ملاحظات را به آنچه که آدام اسمیت در مورد تقسیم نیروی کار گفته بود علاوه کرد و میان نرخ دست‌مزد و قیمت نیروی کار تفکیک قایل شد اما یک صندوق دست‌مزد معین را مفروض قرار داد.
نامه‌های سال ۱۸۳۷ سنیور در مورد قانون فابریکه به دلیل اشتباه تحلیلی که در آن‌ها وجود داشت، بدنام شد. ناسائو به این دلیل در با قانون کار کودکان و قانون پیشنهادی شده ده ساعت کاری مخالفت کرد که این امر سودآوری صاحبان فابریکه را غیرممکن می‌سازد. در تحلیل تولید فابریکه سنیور، ابزارهای سرمایه معیشتی (دست‌مزد) به کارگرانی ارائه می‌شود که در ۱۰ و نیم ساعت اول کار خود پول پیش پرداخت را جبران می‌کنند و تنها در یک ساعت آخر سود می‌آفرینند. آنچه را که سنیور متوجه نشده بود، این است که گردش سرمایه به طول روز کاری بستگی دارد؛ او طول روز را ثابت فرض کرده بود.
در جلد اول کتاب سرمایه کارل مارکس، تحلیل‌های سنیور در معرض یک سری انتقادات دقیق قرار گرفته‌است. مارکس می‌نویسد: «او معتقد بود که اگر به فریادهای تولیدکنندگان اعتبار داده شود، کارگران بهترین بخش روز را صرف تولید، یا به عبارتی بازتولید یا تعویض ارزش تعمیرات، ماشینری، پنبه، زغال وغیره می‌کنند، لهذا تحلیل او غیرضروری بود».
سنیور در طول حرفهٔ خود نظریاتش را در مورد جمعیت تغییر داد و اظهار داشت که در نبود علل اخلال‌کننده، توقع می‌رود که معیشت در مقایسه با جمعیت افزایش بیشتر داشته باشد. چارلس پرین استدلال کرد که او «خودخواهی» را به عنوان راهنمای زندگی عملی قرار داده است. توماس ادواورد کلیف لیسلی به حواس پریشی که در عبارت «میل ثروت» نهفته‌است، حمله کرد.

## ارجاعات
1. ↑   This article incorporates text from a publication now in the public domain: Chisholm, Hugh, ed. (1911). "Senior, Nassau William". Encyclopædia Britannica (به انگلیسی). Vol. 24 (11th ed.). Cambridge University Press. pp. 644–645.
2. ↑  Leon Levy 1970, p. 41.
3. ↑  S. Leon Levy, "Nassau W. Senior, British Economist, in the Light of Recent Researches: I", Journal of Political Economy, Vol. 26, No. 4 (Apr. , 1918), pp. 350–51. Published by The University of Chicago Press. Article Stable URL: https://www.jstor.org/stable/1822589
4. ↑  Preface of Correspondence and Conversations of Alexis de Tocqueville with Nassau William Senior 1834–1859, edited by M. C. M. Simpson (Senior's daughter), New York 1872.
5. ↑  Jenny Lind – The Artist. Memoir of Madame Jenny Lind-Goldschmidt: Her Early Art-Life and Dramatic Career, 1820–1850 by H. S. Holland, W.S. Rockstro and Otto Goldschmidt, London 1891 (vol. I, p. xi and vol. II, pp. 344–47); and S. Leon Levy, Nassau W. Senior 1790–1864, Devon 1970 (pp. 171–73).
6. ↑  Thomas Herbert Lewin, The Lewin Letters; a selection from the correspondence & diaries of an English family, 1756–1884 (1909), pp. 63–5; archive.org.
7. ↑  Senior's handwritten letter dated 1849 Paris – Monday [21 May] tells his daughter in London: "We are here on the brink of another fight.... Mrs Grote is puzzled. She does not wish to stay over the émeute – does not like to leave Jenny" (copy from The National Archives, Wales).
8. ↑  Senior's handwritten letter of 28 May 1849 tells Mrs Grote who is still in Paris with Jenny Lind: "Lord Liverpool says that Jenny ought to write not direct to the Queen, but to G. Anson [the Queen's Privy Purse] – to say that as Her Majesty had done her the honor to express a wish to be informed when this marriage was to take place, he thought it wise to tell to him for her Majesty's information that it will never take place" (copy from The National Archives, Wales). Icons of Europe says that Jenny Lind had planned to marry Chopin and not "Captain" Harris, who, according to British Army records, was a cadet / lieutenant stationed in India at the time (source: Cecilia and Jens Jorgensen, Chopin and The Swedish Nightingale, Brussels 2003, ISBN 2-9600385-0-9, and their subsequent research in consultation with the Fryderyk Chopin Institute and other institutions).
9. ↑  Leon Levy 1970, p. 171
10. ↑  Did Senior also assist Jenny Lind in obtaining permission for Chopin's lavish funeral at Église de la Madeleine on 30 October 1849, which she – as said by Icons of Europe – appears to have secretly organized? He met with French foreign minister Alexis de Tocqueville in Paris on 21–23 October 1849 for apparently no good reason (Correspondence and Conversations of Alexis de Tocqueville with Nassau William Senior 1834–1859, M.C.M. Simpson, New York 1872, p. 68).
11. ↑  Leon Levy 1970, pp. 60–64.
12. ↑  DeLong, J. Bradford (1986). "Senior's 'last hour': suggested explanation of a famous blunder" (PDF). History of Political Economy. 18 (2): 325–333. doi:10.1215/00182702-18-2-325.
13. ↑  "Economic Manuscripts: Capital Vol. I - Chapter Nine".